# Glaciar Lyell (Georgias del Sur)
El Glaciar Lyell (54°17′S 36°37′O / -54.283, -36.617) es un glaciar que fluye en una dirección al norte de Puerto Harpon en el sureste de la bahía Grande, de la isla San Pedro del archipiélago de las Georgias del Sur. Además se encuentra al este del glaciar Geikie.
Fue puesto en el mapa por una expedición sueca a la Antártida de 1901 a 1904, liderada por Otto Nordenskjöld, quien lo nombró en honor a Sir Charles Lyell, un ilustre geólogo inglés.